# Niederaltheim
Niederaltheim ist ein Gemeindeteil der Gemeinde Hohenaltheim im Landkreis Donau-Ries (Schwaben, Bayern).

## Geografie
Durch das Dorf fließt der Mühlbach (im Unterlauf Eierbach genannt), der ein linker Zufluss des Bautenbachs ist, der wiederum ein rechter Zufluss der Eger ist. Im Westen befindet sich der Ganzenberg (539 m ü. NHN), im Süden der Attenbühl (521 m ü. NHN), beides Erhebungen der Schwäbischen Alb.
Die Kreisstraße DON 9 führt nach Hürnheim (2,8 km nordwestlich) bzw. zur Staatsstraße 2212 (0,7 km östlich). Gemeindeverbindungsstraßen führen nach Hohenaltheim zur St 2212 (0,7 km südöstlich), nach Karlshof (2,5 km westlich) und nach Weiherhof (0,4 km nördlich).

## Geschichte
Das Kloster Heilsbronn erwarb im 14. Jahrhundert in Niederaltheim einen Hof und Gefälle von Äcker.
Im Rahmen des Gemeindeedikts (frühes 19. Jahrhundert) wurde der Steuerdistrikt und die Ruralgemeinde Niederaltheim gebildet, zu dem bzw. zu der Brunnenhaus, Frohnmühle, Ganzenmühle, Hochhaus, Karlshof, Mühlauhof, Pulvermühle und Schellenhof gehörten. Sie war in Verwaltung und Gerichtsbarkeit dem Herrschaftsgericht Bissingen zugeordnet und in der Finanzverwaltung dem Rentamt Nördlingen. Mit der Auflösung des Herrschaftsgerichtes Bissingen im Jahr 1848 kam die Gemeinde an das Landgericht Nördlingen.
Am 1. Juli 1973 wurde Niederaltheim im Zuge der Gebietsreform in Bayern nach Hohenaltheim eingemeindet.

## Baudenkmäler
Der gesamte Ortskern ist als Ensemble geschützt, in dem noch viele Rieser Bauernhäuser erhalten sind. Außerdem gibt es noch das ehemalige Amtshaus und ein Gasthaus als Einzeldenkmäler.